# Giovinezza, giovinezza...
Giovinezza, giovinezza... è un romanzo autobiografico di Luigi Preti pubblicato in Italia nel 1964. 
Il romanzo vinse il Premio Bancarella nel 1965.
Dal romanzo è stato tratto un film omonimo diretto da Franco Rossi (1969).

## Trama
Il romanzo narra dieci anni della vita di Giulio Govoni, studente universitario nell'immaginaria città di Padusa (che rispecchia Ferrara, città natale dell'autore), dal 1935 al 24 aprile 1945.
Dapprima fervente fascista, il giovane in seguito alle leggi razziali e alla partecipazione alla guerra prende coscienza della realtà del regime nascosta dalla propaganda e diviene socialista e partigiano.

## Personaggi
- Giulio Govoni, laureato in lettere che ora studia giurisprudenza.
- Giordano Cavallari, amico di Giulio.
- Antonio Spisani, detto "il Moro", amico di Giulio.
- Piero Cavalieri d'Oro, detto "Cagnara", amico di Giulio.
- Aleardo Arlotti, barbiere socialista.
- Linda Boari, amica, poi fidanzata di Giulio.
- Gino Govoni, fratello maggiore di Giulio.
- Mariuccia Cavallari, sorella di Giordano.
- Gianni Carrettieri, cugino di Giordano.
- Charles, paracadutista americano ed amante di Mariuccia nell'inverno del 1944.

## Edizioni
- Luigi Preti, Giovinezza, giovinezza..., Oscar Mondadori n. 95, 1967.

## Trasposizioni in altri media
- Giovinezza giovinezza è un film del 1969 diretto da Franco Rossi.[1]